# پوینت مکنزی، آلاسکا
پوینت مکنزی (به انگلیسی: Point MacKenzie) شهری در بخش ماتانوسکا-سوسیتنا، آلاسکا ایالت آلاسکا است که جمعیت آن در سرشماری سال ۲۰۰۰ میلادی ۱۱۱ نفر بوده‌است.